# شرودکا (شهرستان میندزیخوت)
شرودکا (به لهستانی:  Śródka) یک روستا در لهستان است که در گمینا خژپسکو ویلکیه واقع شده‌است.